# 渡町 (岡崎市)
渡町（わたりちょう）は、愛知県岡崎市の町名。42の小字が設置されている。

## 地理
岡崎市西部に位置し、東から南にかけては矢作川を挟んで八帖南町・天白町・赤渋町・中之郷町、西は矢作町・筒針町・東牧内町に接する。

### 河川
- 矢作川（渡橋）

### 字一覧
出典 : 
| - 荒居 - 荒居前 - 池田 - 市場 - 稲荷 - 圦口 - 井領 - 大榎 - 大棚 - 落合 - 折角 - 上高須 - 川田 - 切戸 - 桑子嶋 - 桑ノ木 - 鷺作 - 猿待 - 下切 - 下高須 - 蛇池 | - 城田 - 新田 - 新田西 - 諏訪 - 善国寺 - 塚腰 - 辻 - 寺前 - 道金 - 頓堀 - 縄手下 - 西浦 - 能光 - 能光前 - 八本松 - 東浦 - 三ツ屋東 - 宮西 - 宮前 - 薬師畔 - 鎗ケ崎 |

## 世帯数と人口
2020年（令和2年）1月1日現在の世帯数と人口は以下の通りである。
| 町丁 | 世帯数  | 人口    |
| ---- | ------- | ------- |
| 渡町 | 957世帯 | 2,206人 |

## 学区
| 字・番地等      | 小学校               | 中学校               | 高等学校 |
| --------------- | -------------------- | -------------------- | -------- |
| 字大榎1～19番地 | 岡崎市立矢作東小学校 | 岡崎市立矢作北中学校 | 三河学区 |
| 上記以外        | 岡崎市立矢作南小学校 | 岡崎市立矢作中学校   | 三河学区 |

## 歴史
碧海郡上渡村および下渡村を前身とする。
鳥居氏発祥地の碑がある

### 町名の由来
矢作川の渡場があったことによる。

### 沿革
- 1878年（明治11年）12月28日 - 上渡村と下渡村が合併し、渡村となる[9]。
- 1889年（明治22年）10月1日 - 町村制施行・合併に伴い、碧海郡本郷村大字渡となる[9]。
- 1901年（明治34年）4月4日 - 本郷村から分立し、渡村大字渡となる[9]。
- 1906年（明治39年）5月1日 - 合併に伴い、矢作町大字渡となる[10]。
- 1955年（昭和30年）4月1日 - 岡崎市へ編入し、同市渡町となる[10]。

## 施設
- 能光寺
- 善国寺
- 安養寺
- 愛宕神社
- 八幡宮
- 諏訪神社
- 丹羽鉄工所
- 渡町公園

## ギャラリー
- 鳥居氏発祥地の碑[7]
- 諏訪神社
- 丹羽鉄工所
- 渡町公園

## 交通
- 愛知県道48号岡崎刈谷線

## その他

### 日本郵便
- 郵便番号 : 444-0014[2]（集配局：岡崎郵便局[11]）。